# Colostygia ferraria
Colostygia ferraria là một loài bướm đêm trong họ Geometridae.